# Christian Darrouy
Christian Darrouy (Pouydesseaux, 26 de marzo de 1937) es un maestro y ex–jugador francés de rugby que se desempeñaba como wing. Fue internacional con Les Bleus de 1957 a 1967.

## Selección nacional
En total jugó 40 partidos y marcó 69 puntos; productos de 23tries.

## Palmarés
- Campeón del Torneo de las Seis Naciones de 1959 y 1967.